# Martin de Vries
Martin de Vries (Driebergen, 25 februari 1956) is een Nederlands editor, filmmaker en producent.

## Biografie
De Vries studeerde product-design aan de Design Academy in Eindhoven (1976 – 1980). Vanaf 1988 is hij de editor van de tv-programma's van Kees van Kooten en Wim de Bie waaronder Keek op de week. Met documentairemaker Hans Keller monteerde hij de documentaires; De zaak van sergeant Meijer (1997), Een man alleen, Cesare Pavese (1998), De ondergang van burgemeester Gijs van Hall (1999), De affaire Greet Hofmans en de Nederlandse pers (2000), Daar aan het eind van de gang, Giorgio Bassani (2001), De gekantelde wereld van Malaparte (2004) en Kees Fens, erfgenaam van een lege hemel (2008).
Tussen 1990 en 2003 was hij editor/samensteller van de langlopende series De stoel en Villa Felderhof met interviewer Rik Felderhof. In 2014 produceerde en regisseerde De Vries de 4-delige serie Felderhof Overzee. Tevens maakte hij met filmjournalist en regisseur Cees van Ede vele filmprogramma’s en filmportretten over acteurs en regisseurs waaronder Pierre Bokma, Jeroen Krabbé, Lodewijk de Boer en Kitty Courbois. Met programmamaakster Maud Keus maakte De Vries een archief-documentaire serie over onder anderen, Jan Schaefer, Gerard Reve, Willem Oltmans, Annemarie Grewel, Mary Zeldenrust en Renate Rubinstein.
Met productiebedrijf Realeyes Media produceerde hij onder andere, de documentaire Rob Touber: Televisie tot de dood erop volgt (2005). In 2006 lanceerde De Vries de tv-zender NostalgieNet, een digitaal televisiekanaal voor een 50+ publiek.
Op 24 januari 2019 ging de documentaire Camino, a feature length selfie in première op het International Film Festival Rotterdam. De documentaire was zijn debuutfilm als filmmaker en werd in hetzelfde jaar bekroond met de Kristallen Film award.

## Filmografie

### Documentaires
- Het Muziektheater, nog 265 dagen (NTR/1986, editor)
- Userbits, de geschiedenis van de videoclip (NTR/1987, editor)
- Waar heb dat nou voor nodig (VPRO/1987, editor)
- Camera klaar...Aktie (NTR/1987, editor)
- Schijnbewegingen (NTR/1987, editor)
- Tussen droom en daad (NTR/1988, editor)
- Frans Hals van Antwerpen (NTR/1988, editor)
- Vogels uit een nest (NTR/1990, editor)
- Sjarov in Nederland (NTR/1991, editor)
- Jeroen Krabbé en het witte doek (NTR/1993, editor)
- Theater in duistere tijden (NTR/1993, editor)
- Geschiedenis van de Jazz (NTR/1993, editor)
- Kameraden (Ikon/1993, editor)
- De Spookschrijver (NTR/1994, editor)
- Morgen gaat het beter (AVRO/1995, editor)
- Theatermaker Lodewijk de Boer (VPRO/1995, editor)
- Rijk (NTR/1995, editor)
- Lili Green, de vergeten danspionier (AVRO/1996, editor)
- Johnny Meijer, de accordeonist (NTR/1995, editor)
- Pas de vieux (AVRO/1998, editor)
- Het steentje van Giselle (NTR/1997, editor)
- De ondergang van burgemeester van Hall (VPRO/1997, editor)
- De zaak van sergeant Meijer (VPRO/1998, editor)
- De affaire Greet Hofmans (VPRO/1998, editor)
- De onvergetelijke Willy Alberti (AVRO/1998, editor)
- Cesare Pavese, een man alleen (VPRO/1999, editor)
- Spiegelbezoek (VPRO/1999, editor)
- Willem Duys Weg (AVRO/1998, editor)
- In de tijdmachine door Japan (VPRO/2000, editor)
- Giorgio Bassano, daar aan het eind van de gang (VPRO/2000, editor)
- De vrouw met de camera (VPRO/2001, editor)
- De verdwenen personages van Han Bentz van den Berg (VPRO/2002, editor)
- Twee weken in een ander stadje - revisited (VPRO/2002, editor)
- Paul Driessen - Inside Out (AVRO/2003, editor)
- Verliefd op de musical (AVRO/2003, editor)
- Annemarie Grewel - Ik sta altijd (HUMAN/2004, editor)
- De gekantelde wereld van Malaparte (VPRO/2004, editor)
- Mary Zeldenrust - Zal ik u eens wat vertellen (HUMAN/2005, editor)
- Rob Touber, televisie tot de dood erop volgt (NTR/2005, producent)
- Afrika ligt in Europa (VPRO/2005, editor)
- Jan Schaefer - Man van het volk (HUMAN/2006, editor)
- Gerard Reve - De volksschrijver en de verrekijk (HUMAN/2006, editor)
- Willem Oltmans - De man van zes miljoen (HUMAN/2008, editor)
- Erfgenaam van een lege hemel (VPRO/2008, editor)
- Renate Rubinstein - Altijd heisa, altijd verliefd (HUMAN/2009, editor)
- Camino (Doxy Film/Realeyes Media/2019, regisseur/producent)
- De Muze van Utrecht  (Realeyes Media/2021, regisseur/producent)
- Comrades (IKON/EO/Realeyes Media/2025, editor/co-producent)

### Films
- 170 Hz (2011, associate producer)
- Silent City (2012, associate producer)
- Soof (2013, associate producer)
- Ventoux (2015, associate producer)
- Soof 2 (2016, associate producer)
- The Beast in the Jungle (2019, associate producer)
- Soof 3 (2021, associate producer)
- Verloren Transport (2022, associate producer)
- De Vuurlinie (2023, associate producer)
- Praten met de Nachtwacht (2025, consulting editor)

### Televisieseries
- Nederland C (NTR/1985, editor)
- Morgen gaat het beter (NTR/1986, editor)
- Post s'Gravenhage (VPRO/1986, editor)
- Keek op de week (VPRO/1988 – 1993, editor)
- Cinemagazine (NTR/1989 – 1992, editor)
- De Stoel (NCRV/1990 – 2004, editor)
- Krasse Knarren (VPRO/1993, editor)
- In bed met Van Kooten & De Bie (VPRO/1994, editor)
- Deksel van de desk (VPRO/1995, editor)
- Het uur van de wolf (NTR/1995 – 2006, editor)
- Van Kooten en De Bie (VPRO/1996 – 1998, editor)
- Villa Felderhof (NCRV/1996 – 2010, editor/samensteller)
- De inkt van de Veda's (HINDU/1998, editor)
- De bunker van De Bie (VPRO/1998 – 1999, editor)
- Dode dichters almanak (VPRO/1998 – 2014, editor)
- Lonely at the top (HOS/1999, editor)
- Nachtcreme van De Bie (VPRO/2000, editor)
- De Bühne van De Bie (VPRO/2001, editor)
- Een bijzonder jaar (NostalgieNet/2006 – 2014, producent)
- Oude Liefde (NostalgieNet/2013, producent)
- Nostalgie met Koot en Bie (NostalgieNet/2014, producent)
- Felderhof Overzee (NostalgieNet/2015, regisseur/producent)
- De Muze van Utrecht (RTV-Utrecht/2021, regisseur/producent)
- BuitenGewoon Groen (RTV Utrecht/2022, regisseur/producent)
- Over Leven (HUMAN/2023, editor)
- Over Leven (HUMAN/2024, editor, samensteller)
- Over Leven (HUMAN/2025, editor, samensteller)